# 中村洋
中村 洋（なかむら ひろし、1964年 - ）は、日本の経営学者。専門は産業組織論、経営戦略。慶應義塾大学大学院経営管理研究科教授、スタンフォード大学Ph.D.。医療経済賞、日本経済政策学会学会賞受賞。

## 人物
広島大学附属福山中学校・高等学校を経て、1988年一橋大学経済学部卒業。大学では山澤逸平教授のゼミナールに参加。1996年スタンフォード大学大学院経済学研究科博士課程修了（Ph.D.）。
1996年慶應義塾大学大学院経営管理研究科専任講師、1998年慶應義塾大学大学院経営管理研究科助教授、2005年慶應義塾大学大学院経営管理研究科経営管理専攻教授。慶應義塾インフォメーションテクノロジーセンター長。
慶應ビジネススクールで教鞭をとりながら、医療制度や製薬企業の研究を行う。厚生労働省中央社会保険医療協議会公益委員、同薬価専門部会長。医療経済賞、日本経済政策学会学会賞受賞。

## 著書
- “Brand Equity of Pharmaceutical Industry,”Pharm Japan、2004年
- 『バイオベンチャー企業成功のための条件』バイオインダストリー、2005年
- 『ライフサイエンス産業経済分析:経営と政策の共進的発展』慶應義塾大学出版会、2009年